# Pallka
Pallka, ocasionalmente escrito como Pallca, es un sitio arqueológico correspondiente a un asentamiento monumental del Formativo. Está ubicado en el valle medio de Casma, al este de la ciudad homónima y al sur de Yaután. Su carácter monumental es inusual comparado con yacimientos próximos, estando más asociado con aquellos ubicados en el valle bajo de Casma (como Sechín Alto o Chankillo). El hallazgo de iconografía de tipo chavinoide y la técnica de los muros propició que fuese considerada por Julio César Tello como una "típica ciudad Chavín".   

## Toponimia
Según John Earls e Irene Silverblatt, el término pallka viene de un concepto similar al tinkuy y cargado de connotación simbólica: una bifurcación estática y no direccional de determinada cosa (generalmente caminos). Según Sergio Barraza Lescano, la palabra tiene un origen aymara. Los puntos de división habrían sido lugares para rememorar lo ancestral, como el culto a los antepasados mediante sus momias, las cuales ofrecerían protección espiritual. Siendo así, Pallka pudo haber recibido ese nombre gracias a su sector funerario. Cabe resaltar que se trata de una denominación moderna, puesto que se desconoce su nombre original.

## Ubicación
Pallka se asienta dentro de la chaupiyunga, valle medio, del río Casma. Específicamente, se ubica en una plataforma natural al pie del granítico cerro Pallka, a 30 metros sobre el fondo del valle, en la margen izquierda de la quebrada Matwa, tributaria del Casma. El terreno es pedregoso, árido y agreste, particularmente en las zonas elevadas. También se encuentran grandes rocas desprendidas y cauces de arroyos secos que surcan el paisaje desde los cerros hasta el río. Estos cauces solamente se activan durante eventos aluviónicos asociados a periodos de fuertes lluvias. La altura con respecto al nivel del mar es de aproximadamente 712 metros.

## Cronología
Las estructuras más antiguas de Pallka se encuentran en el sector monumental, pues datan del Formativo temprano, hace 3500 años aproximadamente. Se dividen en dos etapas constructivas. En la primera se construyó el Edificio Principal: una pirámide escalonada. En la segunda, se levantaron otras edificaciones como la plaza circular hundida y plataformas secundarias. Según David Wilson, el periodo de esplendor de Pallka se dio entre 2900 a 2350 años atrás, pleno Horizonte Temprano.
Pallka también atestiguaría modestas reocupaciones posteriores. En una plaza cuadrangular del sector monumental y en cerámica de superficie del sector residencial se encontraron evidencias del Intermedio Temprano. Las áreas funerarias suelen evidenciar muestras del Horizonte Medio. Son particularmente interesantes los contextos mortuorios casma, que parecen sugerir la existencia de una élite familiar local supeditada al Imperio wari. Esto se ve reforzado por la influencia wari en la cerámica. Finalmente, fragmentos de alfarería indican que continuó ocupado hasta inicios del Intermedio Tardío.

## Arquitectura

### Sector monumental
Conocido también como "Sector I", "Sector A" y "Área público-ceremonial", es el área mejor conocida de Pallka. Está compuesta por una gran cantidad de plataformas, un corredor, plazas y patios. Cuenta con una pequeña área funeraria propia. Debido al carácter agreste del terreno, se encuentra nivelado en una superficie lisa gracias a un relleno compuesto por arena gruesa y piedras. Se halló abundante cerámica chavinoide que fue considerada como indicios de presencia chavín. En los alrededores, se reportó cerámica casma y chimú. De entre todas las edificaciones del sector, destacan 3.

#### Edificio Principal
El Edificio Principal es una pirámide de 15 metros de altura, cuya planta rectangular mide 70 metros de largo x 50 de ancho. Otras fuentes son más moderadas y le asignan una planta de 60 metros de largo x 40 de ancho, además de 12 de alto. Está conformado por 4 plataformas superpuestas, adquiriendo una figura escalonada. Se accedía a la cima mediante escalinatas. Al pie se ubica la Plaza 1: un espacio público asociado a las actividades en la pirámide. Gran parte de las estructuras del sector monumental están construidas en función del Edificio Principal.

#### Plaza circular hundida
Las plazas circulares hundidas fueron comunes durante los primeros milenios de civilización andina. En Pallka, esta mide 15,50 metros de diámetro. Estuvo pintada de color rojo, a juzgar por restos encontrados en sus basamentos. Se conecta con un vestíbulo y un corredor. Su complejo acceso sugiere que fue un espacio fuertemente restringido. 

#### Camino principal
Paralelo al sector, existe un camino de 4 a 7 metros de ancho. Presumiblemente fue contemporáneo con el periodo de vigencia de Pallka, por lo que no correspondería a camino incaico alguno. Se extiende hasta alcanzar el sector residencial.

### Sector residencial
Conocido también como "Sector II" o "Sector B", consta de una aglomeración de pequeñas terrazas, recintos, plataformas, habitaciones y patios, además de cistas funerarias y petroglifos. Los muros suelen ser gruesos: de 80 a 40 centímetros de ancho. Se encontraban pintados con colores rojo, blanco y negro. Los pisos estuvieron enlucidos. Se descubrieron improntas de postes de madera, los cuales servían para sostener el techado. También se hallaron otros elementos como batanes y fogones. En suma, el sector residencial sirvió para albergar a la élite que administraba Pallka. 
Fue reocupado por los recuay, a los cuales pertenecen muchas cistas funerarias, y los casma, de los cuales quedan pequeñas terrazas que servían como base para viviendas.  

### Sector funerario
Conocido también como "Sector III", se trata de un área funeraria vinculada principalmente al Horizonte Medio. Se encuentra una gran cantidad de cistas, cámaras y galerías subterráneas, así como un camino y petroglifos. Fue notorio el descubrimiento de una tumba casma compuesta por 5 cuerpos que corresponden a entierros primarios y 5 cabezas pertenecientes a entierros secundarios (trasladadas de otras ubicaciones). Esto fue interpretado como una necesidad de agrupar juntos los restos, por lo que se ha propuesto que se trató de una familia de la élite. En los ajuares funerarios se descubrieron materiales como cobre, cuentas de turquesa, Spondylus y alfarería con influencia wari. Hay evidencias de sacrificios de llamas: osamentas asociadas a restos cerámicos. Posiblemente se trató de ofrendas ejercidas a cambio de fertilidad, además de una reconfirmación del estatus de los individuos.

### Petroglifos
Tanto en la misma Pallka como en las laderas de los cerros contiguos se han descubierto decenas de petroglifos, los cuales suelen representar motivos zoomorfos y antropomorfos. Estos fueron hechos mayoritariamente sobre rocas metamórficas. No todos los petroglifos pertenecen al Formativo, sino que también existen ejemplares procedentes de los Intermedios Temprano y Tardío. Aparte de Pallka, en la chaupiyunga de Casma hay muchos otros conjuntos de petroglifos.

## Función
Tuvo el rol de templo, el cual presidía ceremonias, rituales y otros eventos de carácter sagrado. Asimismo, es probable que fungiera como un nudo entre la costa y la sierra, al combinar tradiciones arquitectónicas originarias de ambas regiones: plazas circulares hundidas y edificios orientados al este respectivamente.

## Estado actual
Pallka se encuentra en un estado regular. Se halla mayoritariamente cubierto por tierra, piedras y arena, aunque su silueta es todavía apreciable. Agentes naturales, como vientos fuertes, lluvias, aluviones y crecimiento de maleza, han ido deteriorando el sitio. Las áreas funerarias han sufrido de saqueos, por lo que es posible encontrar en superficie fragmentos de cerámica y huesos revueltos. Otro motivo de daños lo constituyen investigaciones arqueológicas pasadas que no restituyeron el material removido de las excavaciones, lo cual aumentó la vulnerabilidad de las estructuras. A pesar de sus dimensiones, Pallka es poco conocido y de difícil acceso, al tener que atravesar trochas y ascender por una pendiente rocosa. Sin embargo, en los últimos años han surgido esporádicos eventos de puesta en valor que le han permitido alcanzar cierta fama en Yaután.